# Skolpojkarna
Skolpojkarna är en svensk dokumentärserie i 8 avsnitt. Serien hade premiär i SVT1 26 oktober 2016. I programserien följs ett antal lärare och elever vid Skrantaskolan i Karlskoga. Serien belyser varför pojkar i allmänhet underpresterar i skolan och hur pojkar påverkas av bruksmentaliteten. Förutom bruksmentaliteten behandlas också Sveriges framtid, varför andelen flickor som väljer att läsa vidare på högskola är högre än andelen pojkar och hur det kommer att påverka maktbalansen mellan könen.
Skolpojkarna nominerades till årets dokumentärprogram vid Kristallengalan 2017.

## Säsonger
| Säsong | Säsong   | Avsnitt | Säsongsstart    | Säsongsavslutning |
| ------ | -------- | ------- | --------------- | ----------------- |
|        | Säsong 1 | 8       | 26 oktober 2016 | 14 december 2016  |